# Cymric
Pour le paquebot transatlantique, voir Cymric (paquebot).
Le Cymric est une race de chats, originaire de l'île de Man (Îles Britanniques). Ce chat est la variété à poils mi-longs du Manx, ayant la particularité de ne pas avoir de queue.

## Origines
Tout comme le Manx, le Cymric est originaire de l'île britannique de Man. La population féline de l'île étant isolée, une mutation génétique responsable de l'absence de queue s'est répandue en raison des croisements consanguins. Parmi les chats Manx, des individus à poil mi-long se rencontrent aussi, ce sont ces derniers qui sont appelés Cymric ou Longhaired Manx. Les deux variétés ont été sélectionnées par un Canadien, Blair Wright et une Américaine, Leslie Falteisek[réf. nécessaire]. Le nom Cymric vient du Gallois « Cymru » qui signifie simplement « Pays de Galles ».
Alors que le Manx a été reconnu dans les années 1920, le Cymric est accepté plus tardivement. La Canadian Cat Association (CCA) reconnaît la race en 1970, la CFA en 1989, toutefois en la nommant « Longhaired Manx ». La race est très rare en Europe mais a été reconnue par la FIFé.
Le folklore britannique attribue ce caractère à la pingrerie des habitants de l'île, qui auraient, lors d'un lointain hiver très rigoureux, coupé la queue de tous les chats pour économiser le bois de chauffage. En effet, la porte de la maison se refermerait ainsi plus vite sur les chats, ce qui éviterait que la chaleur ne s'échappe dehors. Une autre anecdote raconte que ce chat n'aurait pas de queue car il aurait été le dernier à entrer dans l'arche de Noé avant que la porte ne la sectionne en se refermant.

## Standards
Le physique du Cymric est le même que celui du Manx, c'est-à-dire un corps compact, court mais robuste avec une croupe arrondie et une musculature bien présente. Les pattes sont robustes, autant par la musculature que par l'ossature. Les antérieurs sont plus courtes que les postérieurs et les pieds ronds et d'une taille moyenne. Cette différence de longeueure fait que la croupe du Cymric est plus haute que les épaules. Ceci donne au chat un aspect incliné vers l'avant. Particularité de la race, la queue est presque inexistante.
Comme chez le Manx, il existe quatre sortes de queue :
- Rumpy : absence totale de queue
- Rumpy riser : renflement de 1 à 3 vertèbres sacrales
- Stumpy : renflement de 1 à 3 vertèbres caudales
- Longy : la queue est normale mais le chat ne sera pas accepté en championnat

La tête est ronde mais légèrement plus longue que large, de taille moyenne, avec un front arrondi et des pommettes saillantes. Les oreilles sont larges à la base et arrondies à l'extrémité. Elles sont assez espacées sur la tête avec beaucoup de poils dans l'intérieur de l'oreille. Les yeux sont grands et ronds et leur couleur doit être assortie à la robe.
La fourrure du Cymric est mi-longue, soyeuse et avec un épais sous-poil. La culotte et la collerette sont bien fournies, avec toutefois des variations saisonnières et des poils entre les doigts et à l'intérieur des oreilles sont appréciés. Toutes les robes et toutes les couleurs sont admises.
Les croisements sont autorisés avec le Manx, le British Shorthair et le British Longhair. Cependant, les sujets rumpy, rumpy riser et stumpy ne peuvent être croisés qu'avec des Cymric ou des Manx longy.

## Caractère
Tout comme le manx, ce serait un chat joueur, actif et très sociable. Il s'entendrait très bien avec les enfants, les inconnus ou d'autres animaux. Ces traits de caractère restent toutefois parfaitement individuels et sont avant tout fonctions de l'histoire de chaque chat.

### Sources
- Site du LOOF
- 70 Fiches de race